# R.S.V.18-100
Le R.S.V.18-100 est un avion de tourisme belge sorti au cours des années 1928-1929. Il s'agit de la version monoplan du R.S.V.26-100.

## Conception et développement
Le R.S.V.18-100 est la version monoplan du R.S.V.26-100 qui présente une meilleure finesse avec une charge alaire plus élevée que le biplan. Il est aussi plus rapide et possède un plus grand rayon d'action pour une même réserve en carburant, ce qui doit en faire une cible de choix pour les vols touristiques. En outre, il est  possible de l'équiper avec des doubles commandes. Rapide et facile d'accès, le démontage de la cellule consiste à desserrer 6 boulons. La fixation des ailes le long du fuselage permet le remorquage de l'appareil sur la route.

## Description
Le choix des matériaux sur le R.S.V.18-100 s'avère judicieux. L'aile, les gouvernes et le fuselage sont en bois avec un entoilage. La cabane, les mâts, le bâti-moteur, une partie du train d'atterrissage et les commandes sont en dural tandis que les ferrures et les pièces supportant le plus de fatigue du train sont en acier
La structure du fuselage est classique, en bois. Le revêtement du bâti-moteur est constitué de tôle d'aluminium avec des portes d'accès pour les accessoires du moteur. Au-delà du bâti-moteur, le revêtement est en contreplaqué jusqu'au poste de pilotage puis entoilé jusqu'à l'arrière. 
La voilure monoplane formée de deux parties symétriques à profil constant est fixée au fuselage par six mâts de cabane en tube de dural. Chaque demi-aile est soutenue par une paire de mâts en dural partant des longerons d'aile et prenant appui au bas du fuselage. 
La motorisation est assurée par un moteur à 5 cylindres en étoile à refroidissement par air Renard type 100 développant 110 ch à 1 600 tr/min. Un réservoir principal d'une contenance de 120 litres est logé dans le fuselage avec la possibilité d'installer un second réservoir de même capacité dans l'aile supérieure.
Le train d'atterrissage articulé en X est constitué de tubes d'acier dont les extrémités inférieurs sont reliés au fuselage par des amortisseurs carénés.

## Histoire
Le prototype du R.S.V.18-100, immatriculé O-BRSV, a été vendu à la firme américaine Gates Aircraft Corporation qui obtint la licence de fabrication. Il fut immatriculé NX9163.
| Immatriculation | Réimmatriculation | Numéro du certificat d'immatriculation | Informations                                            |
| --------------- | ----------------- | -------------------------------------- | ------------------------------------------------------- |
| O-BRSV          | NX-9163           | c.i. 158 04/10/1928                    | Radié le 26/04/1929, vendu à Gates Aircraft Corporation |
| OO-AKA          |                   | c.i. 170 23/03/1929                    | Radié le 23/02/1936                                     |
| OO-AKG          | F-AQEC            | c.i. 175 20/07/1929                    | Radié le 11/03/1937                                     |
| OO-APC          | (18-105)          | c.i. 206 20/06/1930                    | Radié le 15/11/1935                                     |